# Sivatagi halálkígyó
A sivatagi halálkígyó (Acanthophis pyrrhus) a hüllők (Reptilia) osztályának pikkelyes hüllők (Squamata) rendjéhez, ezen belül a mérgessiklófélék (Elapidae) családjához tartozó faj.

## Előfordulása
Ausztráliában, annak nyugati és középső részein honos. Természetes élőhelyei a szubtrópusi vagy trópusi szavannák, cserjések és sivatagok.

## Mérge
A mérge idegmérget és szívmérget tartalmaz. A szisztémás tünetek: láz, hányás, szédülés, rosszullét, ájulás és bénulás. A kígyó az 1930-as évekig 7000 embert mart meg, ebből 3 volt halálos. 

## Természetvédelmi helyzete
A Természetvédelmi Világszövetség Vörös listáján nem fenyegetett fajként szerepel.